# Deutsches Gymnasium Smíchov
Das Deutsche Gymnasium (offiziell Staatsgymnasium mit deutscher Unterrichtssprache, und ähnlich) war ein Gymnasium in Smíchov westlich der Prager Innenstadt.

## Geschichte
1874 wurde ein deutschsprachiges K. K. Real-Gymnasium in Smíchov (Smichow) gegründet, damals eine selbstständige Stadt bei Prag. Es wurde aus einer Klasse des deutschsprachigen Kleinseitner Gymnasiums gebildet und sollte vor allem von Schülern aus der Umgebung besucht werden. Der erste Direktor war Ludwig Chevalier. Das Gebäude lag in der Kinský-Straße (Kinskeho třída) 49. 1882 wurde außerdem ein tschechisches Gymnasium in Smíchov gegründet.
Die offiziellen Bezeichnungen wechselten mehrmals. 1893 war es ein K. K. Staatsuntergymnasium mit lediglich vier Klassen, etwa von 12 bis 16 Jahren.
Die meisten Schüler waren deutschsprachig, daneben gab es etwa ein Viertel Tschechen. Etwa ein Drittel waren Juden. Unterrichtsfächer waren katholische oder jüdische Religion, deutsche, lateinische und griechische Sprache, Geographie und Geschichte, Mathematik, Physik, sowie Naturgeschichte. Freifächer waren böhmische (tschechische) Sprache, Turnen, Zeichnen und Gesang.
Das Gymnasium bestand auch nach der Gründung der Tschechoslowakei 1918 als deutschsprachige Schule weiter. Seit 1922 gehörte Smíchov zur Stadt Prag. Wahrscheinlich um 1939 wurde das Gymnasium geschlossen.

## Persönlichkeiten
Der bekannteste Schüler war der Schriftsteller Friedrich Torberg (1921 bis 1923), der später mit seinem Roman Der Schüler Gerber über seine Schulzeit einigen Erfolg hatte. Ein weiterer Schüler war der Germanist Oskar Benda. 